# Тетраборат калия
Тетраборат калия — неорганическое соединение,
соль калия и борной кислоты с формулой K2B4O7,
бесцветные кристаллы,
растворяется в воде,
образует кристаллогидраты.

## Физические свойства
Тетраборат калия образует бесцветные кристаллы.
Растворяется в воде.
Образует кристаллогидраты состава K2B4O7•n H2O, где n = 5 и 8.

## Химические свойства
- Реагирует с раствором борной кислоты образуя пентаборат калия:

{\displaystyle {\mathsf {K_{2}B_{4}O_{7}+6H_{3}BO_{3}\ {\xrightarrow {}}\ 2KB_{5}O_{8}\cdot 4H_{2}O\downarrow +H_{2}O}}}